# گلسر-دیرکس دی‌جی-۴۰۰
گلسر-دیرکس دی‌جی-۴۰۰ (به انگلیسی: Glaser-Dirks_DG-400) یک هواگرد ملخ‌پیشین تک‌موتوره از نوع 18 metre class sailplane ساخت شرکت Glaser-Dirks است. هواگرد گلسر-دیرکس دی‌جی-۴۰۰ نخستین پروازش را در مه ۱۹۸۱ میلادی انجام داد. این هواگرد در سال ۱۹۸۱ میلادی رسماً معرفی گردید. در مجموع، تعداد ۲۹۰ فروند از این هواگرد ساخته شده‌است.
طراح این هواگرد، Wilhelm Dirks بود.